# Schloss Bachra

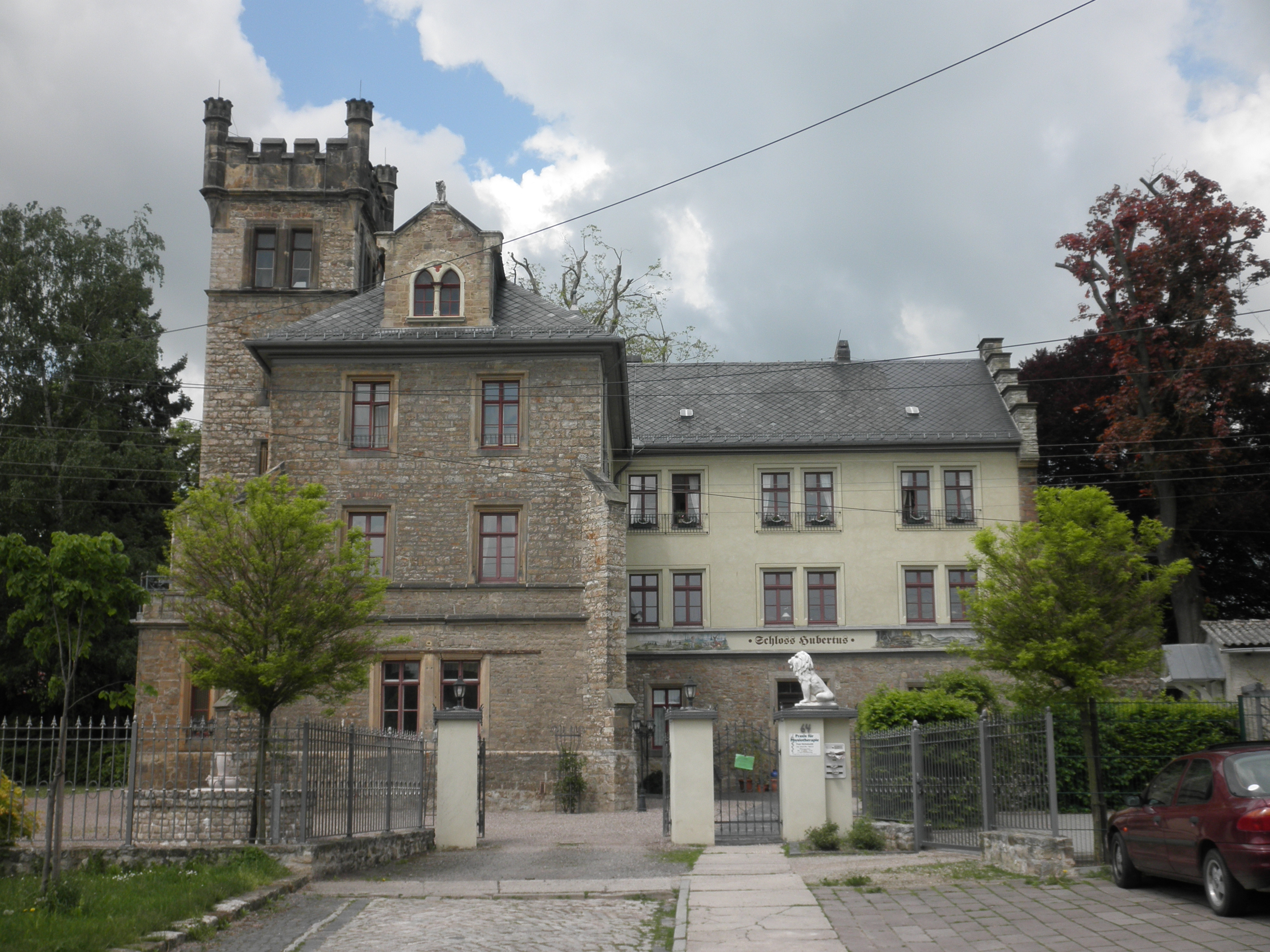
Schloss Bachra

Das sogenannte Schloss Bachra steht in der seit 1994 zur Stadt Rastenberg gehörigen Ortschaft Bachra im Nordosten des Landkreises Sömmerda im Norden von Thüringen.

## Lage
Das Schloss befindet sich im Nordosten des Dorfkerns von Bachra in unmittelbarer Nähe zur Dorfkirche St. Dionysius am nach der langjährigen Eigentümerfamilie benannten Von-Werthern-Platz. Nach Süden wird der Platz durch die Gebäude des ehemaligen Rittergutes abgeschlossen.

## Geschichte und Architektur
Auf den Mauern eines abgegangenen Vorgängerbaus ließen die Herren von Werthern-Bachra 1864/65 ein neues Schloss als Sitz ihrer Nebenlinie errichten.
Das Gebäude wurde als zweiflügeliger, dreigeschossiger Bau auf winkelförmigen Grundriss ausgeführt. Die neogotische Fassade wurde überwiegend in Massivbauweise gebaut und blieb bis heute steinsichtig. Die Hofseiten hingegen wurden zum größten Teil aus verputztem Fachwerk errichtet. Am Südflügel schließt sich ein schlanker quadratischer Turm mit Zinnenkranz und Scharwachtürmchen an, der im Zusammenspiel mit der nahgelegenen Kirche das Dorfbild maßgeblich prägt. Die Schlossmauer wurde 1970 teilweise zur Gewinnung von Natursteinen für ein Denkmal der „Märzgefallenen“ des Mitteldeutschen Aufstands niedergelegt. Eine angrenzende bzw. das Gebäude umrahmende Grünanlage diente ursprünglich als Schlosspark. Teilweise hat sich hier noch historischer Baumbestand erhalten.
Das Schloss samt dazugehörigem Gut war bis zur entschädigungslosen Enteignung 1945 im Besitz der Familie von Werthern. Seit 2000 befindet es sich in anderem Privatbesitz.